# Oulu (grad)
Oulu (švedski: Uleåborg) je šesti po veličini grad u Finskoj. Smješten je u sjevernom dijelu zapadne Finske, na obali Botničkog zaljeva i ima 139.579 (2010.) stanovnika. Nalazi se na ušću rijeke Oulujoki.
Grad je osnovan 1605. godine. Razvoj mu počinje izvozom krzna, lososa i kasnije katrana koji se koristio za zaštitu drvenih brodova. Danas je Oulu drugi po redu najznačajniji grad Finske koji se razvija u vodeći centar za cijeli sjever Europe. Postao je međunarodno poznat kao grad znanosti i tehnologije. Ima preko 200 kompanija s preko 5 000 zaposlenih, među kojima su svjetski poznate CCC, Elektrobit, Ericsson, F-Secure, Metso Automation, Nokia, PKC Group, Polar Electro ja Sonera, Arizona Chemical, Kemira Chemicals i Stora Enso

## Vanjske poveznice
- (njem.) Stadt Oulu  Arhivirana inačica izvorne stranice od 24. ožujka 2010. (Wayback Machine)